# 拉帮套
拉帮套是对曾经流行于中国东北、秦巴山区等地区的“招养夫婚”现象的俗称。

## 释义
拉帮套一词起初是用在生产领域的，是指一些人在马车驾辕马的前面或侧面, 再套上一匹或多匹马，帮助拉车。这些马就被叫做“帮套”或者“拉帮套”。
乌丙安在其著作《中国民俗学》认为，招养夫婚, 是一种重婚的一妻多夫的变异形式，特点是已婚女子在家庭困难的情况下，另招一夫担负全家生活重担。

## 名称
拉帮套又称“拉边套”，而在中国不同的地区又有许多不同的俗称，例如在东北地区，“招养夫婚”俗称“搭伙”；在山西岢岚县，另招的一夫俗名“帮狗汉子”或“帮夫”；在福建屏南县，俗称“帮腿”；在湖北郧县、浙江松阳县、福建霞浦县等地，俗称“招夫养夫”。

## 历史
根据闫天灵的研究，清代民国时期，“招养夫婚”的流行范围为陕鄂交界的秦巴山区等中国的7省21县，这一婚俗在地理分布上与移民区重叠，这一现象也反映了移民所造成的传统道德约束松弛。